# NGC 7097A
NGC 7097A је елиптична галаксија у сазвежђу Ждрал која се налази на NGC листи објеката дубоког неба.
Деклинација објекта је - 42° 28' 49" а ректасцензија 21h 40m 37,9s. Привидна величина (магнитуда) објекта NGC 7097 износи 14,1 а фотографска магнитуда 15,1. NGC 7097A је још познат и под ознакама ESO 287-49, MCG -7-44-30, PGC 67160.